# Robat-e Sheverin
Robat-e Sheverin (în persană رباط شورين, de asemenea, romanizat ca Robāț-e Sheverīn, Robāț-e Shūrīn și Robāț-e Shavarīn; cunoscut și sub numele de Robāț) este un sat din districtul rural Hegmataneh, în districtul central al județului Hamadan, provincia Hamadan, Iran. La recensământul din 2006, populația sa era de 968 de locuitori, în 201 familii.